# لي إدوارد أنريخ
لي إدوارد أنريخ (ولد في 8 أغسطس 1967) هو مخرج أفلام , منتج سينمائي وكاتب سيناريو أميركي . كان عضوا لفترة طويلة في فريق الإبداع في شركة بيكسار ، حيث بدأ في العام 1994 منتجاً سينمائياً. وبدأ في وقت لاحق المشاركة في إخراج قصة لعبة 2.
بعد أن شارك في إخراج فيلم شركة المرعبين المحدودة. و العثور على نيمو, أنريخ كان منفردا بتجربته الإخراجية الأولى مع قصة لعبة 3 في عام 2010 ، ومؤخرا أخرج كوكو في عام 2017 ، كلاهما حصلا على جائزة الأوسكار عن أفضل فيلم رسوم متحركة.

## الحياة المهنية
أنريخ نشأ في شاغرن فولز, أوهايو . قضى شبابه يمثل في كليفلاند تلعب المنزل. أنريخ تخرج من جامعة جنوب كاليفورنيا كلية الفنون السينمائية في عام 1990.
أنريخ هو نائب رئيس التحرير والتخطيط في بيكسار.[بحاجة لمصدر] قبل أن ينضم إلى بيكسار في عام 1994 ، عمل لعدة سنوات في التلفزيون محررا ومديرا.

## الحياة الشخصية
متزوج من لورا سينشوري، لديهم ثلاثة أطفال: هانا، أليس, و ماكس.
والدته هي من عائلة يهودية ووالده تحول إلى اليهودية.

## أفلامه
- قصص السجن : حلقة المرأة في الداخل (1991) (تليفزيون) (مساعد إنتاج)
- الحرير Stalkings (1991) (مسلسل تلفزيوني) (مساعد محرر، محرر, مدير)
- المتمرد (1993) (مسلسل تلفزيوني) (محرر مساعد)
- خيانة الحب (1994) (تليفزيون) (محرر مساعد)
- مفصولة القتل (1995) (تليفزيون) (محرر)
- قصة لعبة (1995) (محرر)
- حياة حشرة (1998) (محرر)
- حكاية لعبة 2 (1999) (co-مدير تحرير إضافية القصة المواد)
- Monsters, Inc. (2001) (co-مدير إضافية محرر)
- العثور على نيمو (2003) (co-مدير الإشراف محرر)
- السيارات (2006) (محرر)
- Ratatouille (2007) (محرر)
- قصة لعبة 3 (2010) (مدير قصة إضافية صوت) (بافتا) (Academy Award)
- Monsters University (2013) (المنتج المنفذ)
- الديناصور جيد (2015) (المنتج المنفذ)
- كوكو (2017) (مدير، قصة, محرر)[8][9][10]
- قصة لعبة 4 (2019)[11] (قصة)

## أنريخ المراجع
1. ↑   https://www.oscars.org/oscars/ceremonies/2018. {{استشهاد ويب}}: |url= بحاجة لعنوان (مساعدة) والوسيط |title= غير موجود أو فارغ (من ويكي بيانات) (مساعدة)
2. ↑  Notable Alumni نسخة محفوظة 2009-08-26 على موقع واي باك مشين., USC School of Cinematic Arts; accessed March 10, 2008. [وصلة مكسورة]
3. ↑  O'Connor، Clint (12 يونيو 2010). "'Toy Story 3': Director Lee Unkrich, from Chagrin Falls, doesn't want to break Pixar's golden streak". Cleveland.com. مؤرشف من الأصل في 2018-09-10. اطلع عليه بتاريخ 2013-01-26.
4. ↑  Miller</a>، BY <a href='http://jewishjournal.com/author/gerrim/%27'>Gerri (27 فبراير 2018). "Lee Unkrich: 'Coco' Creator is the Frontrunner for Best Animated Feature". مؤرشف من الأصل في 2018-08-25. {{استشهاد ويب}}: |الأول= باسم عام (مساعدة)صيانة الاستشهاد: أسماء عددية: قائمة المؤلفين (link)
5. ↑  "'Coco' Ready for Thanksgiving Weekend Fireworks at the Box Office". 21 نوفمبر 2017. مؤرشف من الأصل في 2019-05-18.
6. ↑  Bloom، Nate (21 يناير 2011). "Jewish Stars 1/21". Cleveland Jewish News. مؤرشف من الأصل في 2018-08-19. اطلع عليه بتاريخ 2018-03-06.
7. ↑  "Interfaith Celebrities: Movies, Music, and More". InterfaithFamily. مؤرشف من الأصل في 2018-10-24.
8. ↑  Dickey، Josh (24 أبريل 2012). "Pixar announces Latin-themed feature". Variety. مؤرشف من الأصل في 2012-07-01. اطلع عليه بتاريخ 2012-04-25.
9. ↑  Graser، Marc (2 أبريل 2013). "'Finding Nemo' Sequel 'Finding Dory' Swims Thanksgiving 2015". Variety. مؤرشف من الأصل في 2018-09-10. اطلع عليه بتاريخ 2013-04-18.
10. ↑  Douglas، Edward؛ Lesnick، Silas (14 أغسطس 2015). "D23: Pixar Animation Presents New Footage from Upcoming Slate". ComingSoon.net. CraveOnline. مؤرشف من الأصل في 2018-12-29. اطلع عليه بتاريخ 2015-08-15.
11. ↑  Lang، Brent (26 أكتوبر 2016). "'Incredibles 2' Hitting Theaters a Year Early, 'Toy Story 4' Pushed Back to 2019". Variety. مؤرشف من الأصل في 2019-04-09. اطلع عليه بتاريخ 2018-03-06. {{استشهاد ويب}}: استعمال الخط المائل أو الغليظ غير مسموح: |ناشر= (مساعدة)

## وصلات خارجية
- لي إدوارد أنريخ على موقع IMDb (الإنجليزية)
- لي إدوارد أنريخ على موقع ألو سيني (الفرنسية)
- لي إدوارد أنريخ على موقع أول موفي (الإنجليزية)
- لي إدوارد أنريخ على موقع بوكس أوفيس موجو (الإنجليزية)
- لي إدوارد أنريخ على موقع قاعدة بيانات الأفلام السويدية (السويدية)
- لي إدوارد أنريخ على موقع قاعدة بيانات الفيلم (الإنجليزية)
- لي إدوارد أنريخ على موقع كينوبويسك (الروسية)